# Andrzej Cofalik
Andrzej Bogdan Cofalik (Palowice, 8 settembre 1968) è un ex sollevatore polacco medagliato olimpico e campione mondiale che ha gareggiato nella categoria dei pesi massimi leggeri (fino a 82,5/83 kg.).

## Carriera
Cominciò a praticare sollevamento pesi nel 1982, seguendo l'esempio dei suoi fratelli.
Nel 1992 partecipò alle Olimpiadi di Barcellona, classificandosi al 10º posto nei pesi massimi leggeri (fino a 82,5 kg.) con 350 kg. nel totale.
Tre anni più tardi ottenne il suo primo podio internazionale, vincendo la medaglia d'argento nella stessa categoria dei pesi massimi leggeri (fino a 83 kg.) ai Campionati europei di Varsavia 1995 con 372,5 kg. nel totale, battuto solo dal campione olimpico in carica, il greco Pyrros Dīmas (387,5 kg.).
L'anno successivo Cofalik vinse la medaglia di bronzo alle Olimpiadi di Atlanta 1996 con 372,5 kg. nel totale, dietro a Pyrros Dīmas (392,5 kg.) e al tedesco Marc Huster (382,5 kg.).
Nel 1997 Cofalik realizzò il più grande successo della sua carriera, vincendo la medaglia d'oro ai Campionati mondiali di Chiang Mai con 380 kg. nel totale, battendo il turco Dursun Sevinç (375 kg.).
In seguito, anche a causa di infortuni, non riuscì più ad ottenere risultati di rilievo.